# Oba Chandler
Oba Chandler (ur. 11 października 1946 w Cincinnati, Ohio, zm. 15 listopada 2011 w Raiford, Floryda) – amerykański morderca, skazany i stracony za porwanie oraz zamordowanie w nocy z 1 na 2 czerwca 1989 Joan Rogers i jej dwóch nastoletnich córek.

## Życie Chandlera przed czerwcem 1989
Oba był czwartym z pięciorga dzieci Oby Chandlera seniora i Margaret Johnson; wychowywał się w Cincinnati. Gdy miał 10 lat, jego ojciec popełnił samobójstwo, wieszając się w piwnicy swego domu. W wieku 14 lat Oba Chandler rozpoczął przestępczą działalność od kradzieży samochodów; jako młodociany był aresztowany w sumie dwudziestokrotnie. Również jako dorosły szereg razy stawał przed sądem, m.in. za posiadanie fałszywych pieniędzy, włóczęgostwo, włamanie, porwanie, napad z bronią w ręku. W jednym przypadku wraz ze wspólnikiem napadli na dom zamieszkany przez dwoje ludzi; podczas gdy wspólnik Chandlera krępował i kneblował mężczyznę, Oba zmusił jego partnerkę do rozebrania się przed nim, związał i straszył rewolwerem. Łącznie miał trzynaścioro dzieci z dwunastoma różnymi kobietami. W maju 1988 ożenił się z Debrą; w lutym 1989 na świat przyszła Whitney Ann Chandler. Rodzina zamieszkała w Tampie na Florydzie, na ulicy Dalton Avenue, nieopodal zatoki Tampa. Oba miał niewielką firmę, zajmującą się produkcją i montażem elementów aluminiowych dla domów.

## Rodzina Rogersów
Hal Rogers wywodził się z Willshire w stanie Ohio; miał żonę Joan (nazywaną przez wszystkich Jo) oraz dwie córki, Michelle i Christe. Był właścicielem 300-akrowej farmy, hodował bydło mleczne. Współwłaścicielem farmy był jego młodszy brat John, aresztowany w marcu 1988 za gwałt na kobiecie, swojej dawnej sympatii, z którą wciąż wspólnie mieszkał. Po aresztowaniu Johna wśród jego rzeczy osobistych odnaleziono m.in. fotografie nagiej Michelle (która miała wtedy 16 lat), jak również taśmy audio, na których Michelle m.in. błagała Johna o zostawienie jej w spokoju. Dziewczyna przyznała się policjantom, że od 14. roku życia była gwałcona przez mężczyznę; planowano postawić go przed sądem, jednak Michelle nie chciała zeznawać. John Rogers został jednak osądzony i skazany za gwałt na swojej dawnej sympatii.
Sprawa gwałtu mocno podzieliła tak rodzinę Rogersów, jak i społeczność Willshire; matka Hala i Johna uważała, że jej syn został fałszywie oskarżony, tak aby Hal mógł przejąć całość zysków z farmy, co w efekcie doprowadziło do zerwania przez Hala kontaktów z matką. W maju 1989 Jo i jej córki, aby odpocząć od sprawy Johna, zdecydowały się na tydzień wakacji; jako miejsce odpoczynku wybrały Florydę. Pierwotnie Hal miał jechać z nimi, ale zrezygnował, decydując się doglądać farmy. W piątek 26 maja 36-letnia Jo, 17-letnia Michelle i 14-letnia Christe wyruszyły rodzinnym Oldsmobile Calais na południe. Miały wrócić najdalej w niedzielę 4 czerwca przed południem. 28 maja dotarły do Jacksonville, następnie do Silver Springs, zwiedziły atrakcje w środkowej części stanu i w końcu w czwartek 1 czerwca dotarły do Tampy, gdzie zamieszkały w pokoju nr 251 motelu Days Inn. Wieczorem około 19:00 były widziane na kolacji w motelowej restauracji.
Gdy do wieczora 4 czerwca Jo, Michelle i Christe nie dały znaku życia, Hal Rogers zaczął się niepokoić. Po kilku dniach zdecydował się samemu wyruszyć na Florydę w poszukiwaniu zaginionych, powiadomił też policję.

## Odkrycie ciał

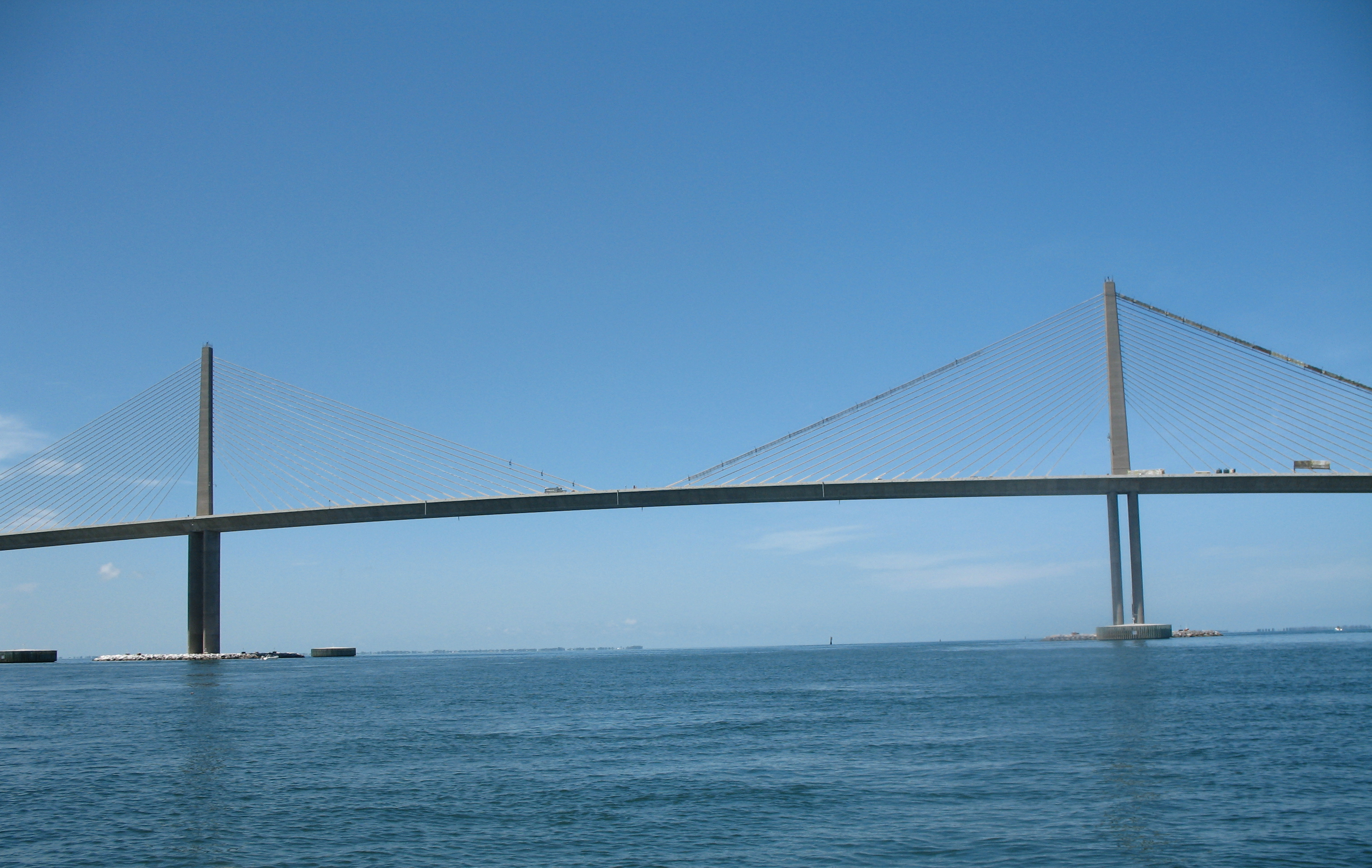
Zatoka Tampa, widok na Sunshine Skyway. W tym miejscu jako pierwsze znaleziono w wodzie ciało Christe Rogers

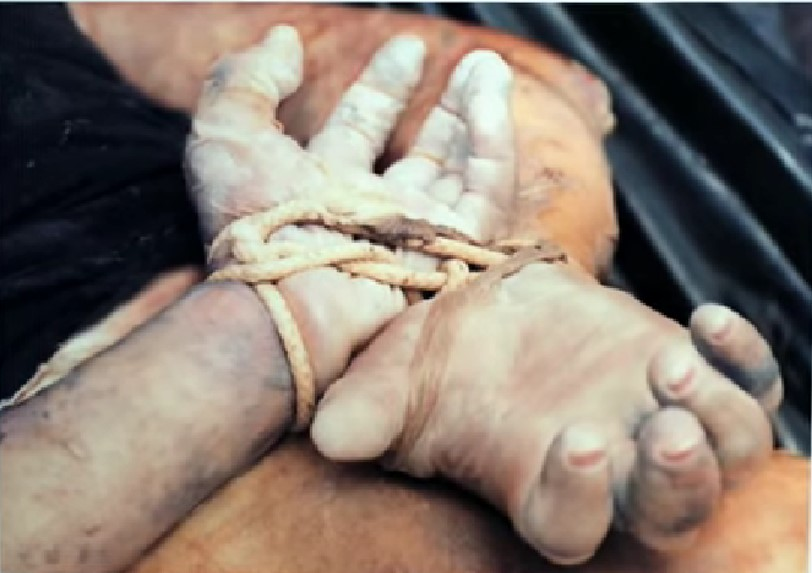
Ciało jednej z ofiar. Ciepła woda w zatoce przyspieszyła rozkład ciał

Rankiem 4 czerwca Straż Przybrzeżna otrzymała informację o zwłokach unoszących się na wodzie w zatoce Tampa; gdy wydobyto ciało z wody, pojawiło się kolejne zgłoszenie, zaraz potem jeszcze jedno. Od razu było jasnym, że doszło do morderstwa: wszystkie trzy ofiary – kobieta i dwie nastoletnie dziewczyny – miały związane żółtą liną żeglarską ręce i nogi, usta zaklejone taśmą, były nagie od pasa w dół, a do ich szyj przywiązane były sznury, do których uwiązano 15-kilogramowe bloki cementu. Tożsamość ofiar była nieznana.

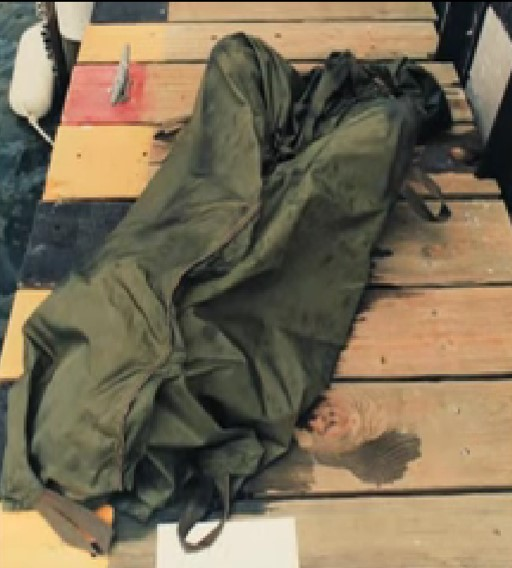
Ciało jednej z ofiar

8 czerwca pracownica motelu Days Inn powiadomiła przełożonego o dziwnej sytuacji związanej z pokojem nr 251: wyglądało na to, że od chwili wynajęcia nikt w nim nie nocował – ręczniki i przybory toaletowe były nieużywane, wszystkie przedmioty były na tym samym miejscu, łóżka były nietknięte. Kierownik motelu powiadomił policję. Analiza znalezionych w pokoju odcisków palców potwierdziła: ciała wydobyte z zatoki należały do Jo Rogers i jej córek, wyznaczono również czas morderstwa – w nocy z 1 na 2 czerwca. Ostateczna identyfikacja zwłok nastąpiła na podstawie analizy stomatologicznej.
Jako że ciała po trzech dniach w ciepłej wodzie zaczęły się szybko rozkładać (szybko gromadzące się gazy gnilne spowodowały wynurzenie zwłok mimo obciążenia), autopsja nie była w stanie wykazać, czy kobiety zostały przed śmiercią zgwałcone. Ponad wszelką wątpliwość ustalono obecność wody w płucach, co wskazywało, że zostały wrzucone do wody jeszcze żywe i utonęły; były też najprawdopodobniej przytomne, na pewno Michelle, która przed śmiercią zdołała uwolnić z więzów jedną rękę.
Ciała w zamkniętych trumnach przewieziono do Willshire, gdzie 13 czerwca odbył się pogrzeb zamordowanych. Uczestniczyło w nim ponad 300 mieszkańców miasteczka.

## Śledztwo
Po kilku dniach na parkingu przy zatoce znaleziono należący do Jo Rogers Oldsmobile Calais. Podczas przeszukiwania samochodu znaleziono dwie kartki z odręcznymi notatkami. Jedna – na hotelowej papeterii – była sporządzona ręką Jo:
skręt pr. (zachód na 60) – 2 ½ mili – po pr. przed mostem - niebiesko-bia.
Druga, na ulotce hotelowej, wskazywała dojazd do właściwego motelu; charakter pisma nie należał do żadnej z ofiar. Na tejże kartce, prócz odcisków palców Jo, znaleziono odcisk spodu dłoni nieznanej osoby.
Na podstawie notatki Jo śledczy założyli, że kobiety umówiły się z kimś posiadającym niebiesko-białą łódź na wycieczkę po zatoce. Jednak Tampa była niezwykle ruchliwym portem, wielu mieszkańców miało łodzie; do tego śledczy nie mieli pewności, czy morderstwa nie popełnił ktoś spoza miasta – a w pierwszej połowie czerwca bardzo wiele takich osób przypływało do zatoki Tampa. Na pewno udało się ustalić, na podstawie analizy prądów morskich, że ciała zostały wrzucone do morza z łodzi, nie z brzegu ani z przecinającego zatokę mostu Sunshine Skyway. Śledczy podejrzewali też, że sprawców było co najmniej dwóch: trudno było uwierzyć, by samotny zabójca próbował zaatakować trzy ofiary naraz.
Sprawa zabójstwa była niezwykle głośna w całym rejonie zatoki Tampa i śledczy szybko otrzymali mnóstwo informacji, wskazówek i donosów. Jedna informacja się wyróżniała: 15 maja kanadyjska turystka wypoczywająca z przyjaciółką w pobliskim Madeira Beach spotkała mężczyznę, który zaproponował im rejs po zatoce Tampa. Przedstawił się jako Dave Posner – lub Posno – i twierdził, że zajmuje się montażem elementów aluminiowych. Najpierw wybrali się na krótką przejażdżkę w dzień, podczas której zachowanie mężczyzny nie budziło zastrzeżeń. Następnie kobieta (jej przyjaciółka nie była zainteresowana), zgodziła się na dłuższy, wieczorny rejs; podczas niego mężczyzna nagle ją zaatakował i zgwałcił. Następnie podpłynął łodzią do brzegu i pozwolił jej uciec. Na podstawie zeznań kobiety sporządzono portret pamięciowy, ofiara pamiętała również, że łódź była jasnoniebiesko-biała.
Rozpoczęto poszukiwania wśród właścicieli łodzi i szybko znaleziono podejrzanego. Jason Willcox miał błękitno-białą łódź, prowadził też – bez zezwoleń i rejestracji – nieoficjalne rejsy po zatoce, połączone z podziwianiem zachodów słońca. Miał też kryminalną przeszłość, m.in. odbył wyrok za pobicie. Gdy śledczy zawitali do jego domu, znaleźli tam bloki betonowe podobne do tych, którymi obciążono ofiary, a na jego łodzi znaleziono żółtą linę, taką, jaką skrępowano zamordowane. Jednak taką linę można było kupić w każdym sklepie ze sprzętem żeglarskim, a Willcox miał alibi tak na 15 maja, jak i na noc z 1 na 2 czerwca 1989. Przeszedł również badania na wykrywaczu kłamstw i oficjalnie oczyszczono go z podejrzeń. Nie udało się odnaleźć żadnego Davida Posnera (lub Posno). Opublikowany w prasie portret pamięciowy spowodował napłynięcie ponad 400 anonimowych informacji, jednak żadnej nie udało się zweryfikować.
Śledczy również interesowali się osobami Hala i Johna Rogersów. Sąsiedzi poinformowali bowiem policję, że po identyfikacji ciał Hal, który właśnie stracił całą rodzinę, jak gdyby nigdy nic pracował na farmie, a podczas pogrzebu nie wydawał się specjalnie zmartwiony. Ktoś widział, jak na parę dni przed tragiczną wieścią podejmuje z banku 7 tysięcy dolarów; niektórzy twierdzili, że to honorarium dla zabójcy. Jednak policjanci nie znaleźli żadnego motywu, także finansowego, który uzasadniałby potrójne morderstwo, a 7 tysięcy dolarów – podjęte z myślą o kosztach poszukiwań zaginionych – znajdowało się nietknięte w domu Rogersa; dodatkowo Hal miał żelazne alibi na cały czas nieobecności żony i córek. Również hipoteza, że to John z zemsty wynajął zabójcę, szybko upadła: nie wiedział on bowiem, że Jo Rogers i córki wybierają się na Florydę, nie mówiąc o dokładnych miejscach i datach pobytu.
Latem 1990 główny śledczy, Glen Moore, pojechał do Anglii, by zapoznać się z systemem o nazwie HOLMES (Home Office Large Major Enquiry System) – programem komputerowym służącym organizacji danych z dużych śledztw, opracowanym na okoliczność śledztwa po zamachu nad Lockerbie. Producent systemu – McDonnell Douglas – zgodził się udostępnić go śledczym z Florydy za darmo, licząc na rozreklamowanie swojego produktu w Stanach. Podstawowym problemem śledczych był bowiem ogrom informacji, jakie napływały z różnych źródeł, wymagających poukładania i skatalogowania. Wystąpiono również o pomoc do FBI, prosząc o opracowanie profilu sprawcy zbrodni.
Wiosną 1991 FBI opracowało stosowny profil. Mężczyzna, biały, prawdopodobnie 30-40 lat, o ponadprzeciętnej inteligencji; jeśli miał wspólnika, to ten był mu całkowicie podporządkowany psychicznie. Schludny, dokładny, na tyle zamożny, by pozwolić sobie na łódkę, szanowany. Zabójstwo zaplanował z dużym wyprzedzeniem; najprawdopodobniej podczas spotkania z Jo Rogers i jej córkami zdecydował, że to one będą celem. Fakt, że zakleił im usta, ale nie zasłonił oczu, wskazywał na sadystyczną osobowość: chciał, żeby ofiary do końca były świadome, co się stanie. Najprawdopodobniej to nie był jego pierwszy atak: niedoświadczeni napastnicy nie mają na tyle odwagi, by porwać się na trzy cele jednocześnie. Natomiast fakt, że tak długo go nie wykryto, prawdopodobnie podniósł jego pewność siebie: zabije znów, jeśli już tego nie uczynił. Profilerzy z FBI stwierdzili również, że zabójca mieszka w Tampie lub okolicach i świetnie zna ten rejon, tak ląd, jak i wody. Poradzili również, by w większym stopniu wykorzystać media, tak by w śledztwo mogli się bardziej zaangażować zwykli mieszkańcy.
Śledczy z Florydy mieli również własne powody, by zaangażować media. W końcu 1991 minęło dwa i pół roku śledztwa, bez wymiernych efektów; władze miasta coraz głośniej mówiły, że chcą zamknąć śledztwo w sprawie zabójstwa rodziny Rogersów, bo potrzebują funduszy, jak i policjantów do innych spraw. Zaangażowanie mediów mogłoby przynajmniej na jakiś czas spowodować, że władze pod naciskiem prasy i opinii publicznej nie zdecydują się zamknąć sprawy; władze jednak wyznaczyły graniczną datę – 15 sierpnia 1992 – potem śledztwo zostanie zamknięte. Tym niemniej Moore i reszta śledczych szukali dalej. Skupili się na jedynych dowodach, jakie posiadali: notatce znalezionej w samochodzie ofiar, portrecie pamięciowym i odcisku spodu dłoni.

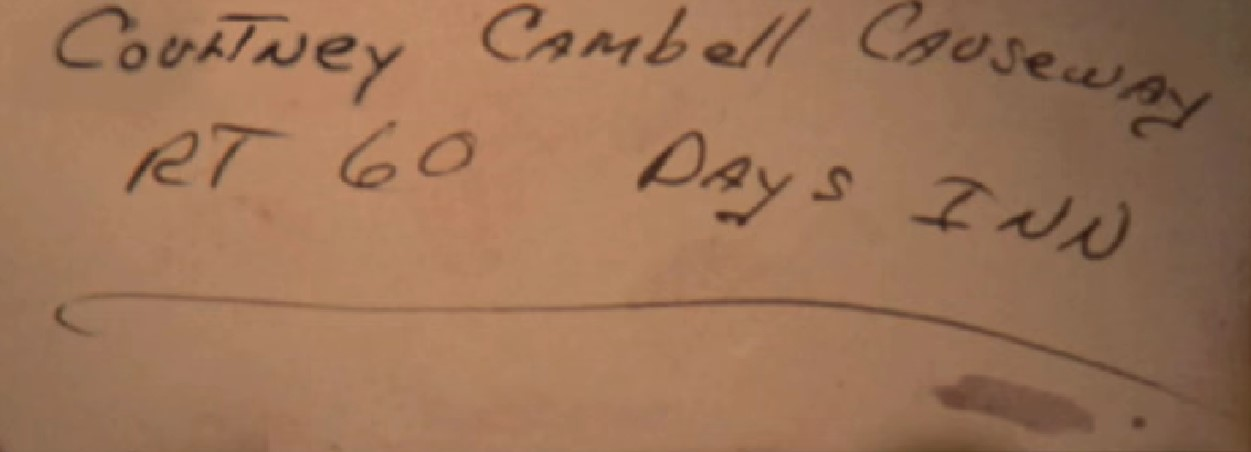
Notatka znaleziona w samochodzie ofiar, upubliczniona na billboardzie, przyczyniła się do identyfikacji sprawcy

Wiosną 1992 zdecydowali się na nietypowy krok. Wynajęli kilka billboardów reklamowych (ich właściciel, firma Patrick, udostępniła je za darmo) i wywiesili wielkie ogłoszenia ze zdjęciami Jo i jej córek, wyznaczające nagrodę pieniężną za informacje prowadzące do ujęcia sprawcy. W lipcu zdecydowali się pójść jeszcze dalej i na billboardach zamieścili kopie notatki znalezionej w samochodzie zamordowanych z podpisem: Czy rozpoznajesz ten charakter pisma?
Odpowiedzi było sporo. Jedna zwróciła uwagę śledczych od razu. Mieszkanka Tampy, Jo Ann Steffey, już w roku 1990 zauważyła, że opublikowany portret pamięciowy przypomina jednego z jej sąsiadów. Gdy pojawiły się billboardy z próbką pisma, podzieliła się swoją opinią ze znajomą. Ta wiedziała o kogo chodzi: firma mężczyzny wykonywała u niej drobne prace instalacyjne. Gdy odnalazła spisane przy tej okazji dokumenty, Steffey natychmiast porównała charakter pisma z tym z billboardów – i od razu zawiadomiła policję. Jeden ze śledczych odebrał od niej oryginały dokumentów.
Już przed analizą grafologiczną było widać podobieństwo. Analiza potwierdziła: w obu dokumentach szereg liter był pisany identycznie, zwłaszcza T – zawsze pisane dużą literą – i Y z charakterystycznymi ozdobnikami. Oba dokumenty były spisane tą samą ręką. Dodatkowo mężczyzna, który zgwałcił kanadyjską turystkę, mówił, że pracuje przy montażu elementów aluminiowych, tak jak ten, który pracował u sąsiadki Steffey – Oba Chandler.

## Aresztowanie
Oba Chandler z rodziną nagle wyprowadził się z Tampy do Daytona Beach w roku 1990, gdy telewizyjny program Unsolved Mysteries miał wyemitować odcinek poświęcony morderstwu Rogersów. Analizując jego przeszłość, śledczy szybko upewnili się, że są na dobrym tropie. Nazwisko Chandlera pojawiło się w śledztwie już pod koniec 1989, jednak podczas sprawdzania okazało się, że nie posiada on łodzi. Teraz śledczy ustalili, że nie do końca była to prawda: Chandler miał lódź, ale sprzedał ją trzy miesiące po zabójstwach. Policji udało się dotrzeć do nowego właściciela: łódka okazała się być jasnoniebiesko-białym Baylinerem. Dodatkowo Chandler miał w tym czasie ciemnoniebieskiego Jeepa Cherokee – a takim samochodem poruszał się człowiek, który zgwałcił kanadyjską turystkę. Uderzające podobieństwo zdjęcia Chandlera i portretu pamięciowego przeważyły szalę.
Teraz, gdy śledczy mieli konkretnego podejrzanego, graniczna data 15 sierpnia 1992 już nie obowiązywała. Śledczy zaczęli obserwować dom Chandlerów w Daytona Beach, podsłuchiwali telefony, polecieli też do Kanady – ofiara gwałtu natychmiast rozpoznała Obę Chandlera na zdjęciu, zgodziła się też zeznawać przed sądem. Z więzienia, gdzie kiedyś odbywał krótki wyrok, pozyskano odciski palców i dłoni: ekspert potwierdził zgodność z tymi z notatki znalezionej w samochodzie ofiar.
Na 17 września wyznaczono datę aresztowania Chandlera; niedługo przed tym, gdy policjanci mieli go zatrzymać, ten nagle opuścił dom i wyjechał. Śledzono go z ziemi i powietrza, ale udało mu się umknąć (gdy dotarł do Lake City, rozpętała się gwałtowna burza i w ulewnym deszczu policjanci stracili go z oczu). Najprawdopodobniej Chandler nie zdawał sobie sprawy z tego, że jest obserwowany, bo 24 września po prostu wrócił do Daytona Beach. Został wtedy aresztowany pod zarzutem gwałtu. Nie stawiał oporu.

## Proces
Od razu rozpoczęto szukanie konkretnych dowodów, mogących oskarżyć Chandlera o potrójne zabójstwo. Na razie z Kanady sprowadzono ofiarę gwałtu i jej przyjaciółkę; obie natychmiast rozpoznały Chandlera. Oba został formalnie oskarżony o gwałt i osadzony w areszcie.
Rozpoczęto przesłuchania członków rodziny. Jedna z córek Chandlera – Kristy Mays – zeznała, że jesienią 1989, gdy opublikowano w prasie portret pamięciowy, Oba zjawił się w jej domu w Cincinnati. W rozmowie wspomniał, że obawia się wrócić do Tampy, bo może być poszukiwany na Florydzie za gwałt i zabójstwo; mąż Kristy wspomniał, że Chandler mówił, iż zabił kilka kobiet. Pod wpływem tych zeznań w listopadzie 1992 Obie Chandlerowi postawiono sześć zarzutów – porwanie i zabójstwo z premedytacją dla każdej z trzech ofiar.
Rozpoczęło się szukanie twardych dowodów, które udowodniłyby bez żadnej wątpliwości winę Chandlera. Przesłuchiwano dziesiątki świadków, sprawdzano dziesiątki dokumentów. Gdy chciano sprawdzić wykaz połączeń telefonicznych do i z domu Chandlerów za maj i czerwiec 1989, okazało się, że usługodawca – firma GTE – zniszczył je. Ale znajomy jednego ze śledczych pracował w tej firmie i ustalił, że nadal przechowywane są kopie stosownych dokumentów. Gdy śledczy je przeglądali, zauważyli, że tak 15 maja, jak i nocą z 1 na 2 czerwca 1989 wykonano kilka połączeń na koszt odbiorcy do domu Chandlerów. Numer, z którego dzwoniono – 813-223-0000 – był fikcyjny; takim numerem dla celów rozliczeniowych opisywano połączenia dokonane z radia na łodzi na telefon stacjonarny. Takie połączenie w pierwszej kolejności łączyło się z operatorem, który potem dokonywał przekierowania na właściwy numer. Operator taki przechowywał dane takich połączeń – nie tylko datę i czas, ale też dane dzwoniącego. Śledczy dotarli do archiwów i ustalili, że tak 15 maja, jak i w czerwcową noc dzwoniący przedstawił się jako „Obie” lub „Oba”. Za drugim razem wykonano w sumie pięć połączeń – o 1:12, 1:30, 1:38, 8:11 i 9:52. Śledczy mieli teraz dowód, że tak w noc gwałtu, jak i morderstwa na rodzinie Rogersów Oba Chandler znajdował się na swojej łodzi na środku zatoki.
Latem 1994 w Clearwater rozpoczął się proces Chandlera. Ze względu na zainteresowanie mediów sprawą, dwunastkę przysięgłych sprowadzono z Orlando. Ze strony prokuratury zeznawali m.in. Hal Rogers i chłopak Michelle, Jeff Feasby. Jeden ze współpracowników Chandlera wspominał, że widział się z szefem wieczorem 1 czerwca 1989; Oba bardzo się spieszył, bo jak mówił, miał spotkanie z kilkoma kobietami. Przed sądem swoje zeznania powtórzyły Kristy Mays i kanadyjskie turystki. Kilku więźniów, przebywających wraz z Chandlerem w areszcie, opowiadało, że Oba to twierdził, że tego do mnie nie przykleją, oglądając telewizyjny dokument o zbrodni, to złościł się, że popełnił błąd i zostawił notatkę z odciskami palców w samochodzie Rogersów. Chandler przyznał, że spotkał Jo Rogers i jej córki, że udzielił im wskazówek, ale twierdził, że już potem ich nie widział.
Prokuratura szczegółowo wypytywała też Chandlera o nocne telefony z łodzi. Około 7:30 rano widziano go w Tampie, nadzorującego prace wykonywane przez podwładnych; zdaniem śledczych, wrócił potem na zatokę sprawdzić w świetle dnia, czy ciała jego ofiar pozostają na dnie. Oba przyznał, że nocą z 1 na 2 czerwca 1989 był na łódce na zatoce Tampa, twierdził jednak, że cały czas był sam i łowił ryby, a gdy chciał wrócić, doszło do nagłego wycieku paliwa, przez co musiał spędzić całą noc na środku zatoki i spał w łodzi. Tak zeznał, występując jako świadek we własnej sprawie.
Prokuratura natychmiast przyłapała go na kłamstwie. Jak opowiedział wezwany na świadka ekspert zajmujący się serwisowaniem łodzi motorowych, taki wyciek był niemożliwy: w łodziach Bayliner zbiornik paliwa jest poniżej silnika, więc aby doszło do wycieku, jaki Chandler opisywał, paliwo musiałoby płynąć w górę, wbrew grawitacji. Chandler twierdził, że przewód był częściowo uszkodzony i paliwo się wylewało, gdy silnik je zasysał; ekspert natychmiast odpowiedział, że to niemożliwe, bo system paliwowy łodzi ma specjalne zawory, uniemożliwiające wyciek w razie uszkodzenia przewodu, montowane jako standardowe zabezpieczenie co najmniej od połowy lat 70. Łódź Chandlera – pozostająca w policyjnym depozycie – takie zawory posiadała i, co ekspert osobiście sprawdził, były w pełni funkcjonalne. Chandler twierdził również, że wezwał Straż Przybrzeżną, ta jednak była zbyt zajęta i nie mogła mu pomóc; żaden jednak z funkcjonariuszy pełniących dyżur tej nocy nie pamiętał takiego wezwania. Wreszcie Oba zeznał, iż rano załoga przepływającej łodzi odholowała go do lądu, gdzie zakleił uszkodzone miejsce taśmą i wtedy mógł dalej pływać; jednak ekspert z miejsca to odrzucił, gdyż benzyna natychmiast rozpuściłaby taśmę.
Przysięgli obradowali nieco ponad godzinę. Uznali Chandlera winnym wszystkich sześciu postawionych mu zarzutów: porwania i zabójstwa z premedytacją osobno dla każdej z ofiar. Po kolejnej półgodzinnej deliberacji złożyli wniosek o karę śmierci. 4 listopada 1994 sędzia Susan Schaeffer ogłosiła wyrok. Przysłuchiwał się mu bezpośrednio m.in. Hal Rogers.
Jedna z ofiar była pierwsza; pozostałe bezsilnie patrzyły. Wyobraźcie sobie ich strach. Potem była kolejna. Jedna patrzyła. Wyobraźcie sobie jej grozę. W końcu ostatnia, która musiała patrzeć, jak pozostałe znikają pod wodą, została wrzucona w czarną toń. Wyobraźcie sobie jej przerażenie. (...) To, co pan zrobił, odbiera panu nie tylko prawo do życia w społeczeństwie, ale też, na mocy prawa stanu Floryda, prawo do życia w ogóle. Niech Bóg zlituje się nad pana duszą, panie Chandler.
Oba Chandler otrzymał trzy osobne wyroki, po jednym za każdą z trzech ofiar. Za każdym razem został skazany na śmierć na krześle elektrycznym.

## Egzekucja i pokłosie

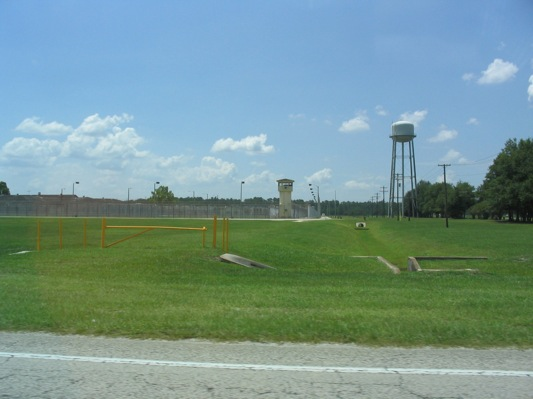
Więzienie stanowe w Raiford, gdzie przez 17 lat przebywał Oba Chandler

Oba Chandler do końca nie przyznał się do winy. Twierdził też, że stosunek z kanadyjską turystką odbył za obopólną zgodą. Prokuratura planowała osądzić go również za gwałt z 15 maja, jednak jako że Chandler był już skazany na śmierć, zdecydowali się zrezygnować, by oszczędzić ofierze dalszej traumy.
Wkrótce po wyroku Debra Chandler rozwiodła się z mężem i zmieniła nazwisko; uzyskała również sądowy nakaz, by Chandler nie mógł widzieć się z córeczką Whitney czy nawet otrzymywać jej zdjęć. W okresie pobytu w celi śmierci Chandler nie miał żadnego gościa; przez 17 lat nie było ani jednego wniosku o odwiedziny skazańca.

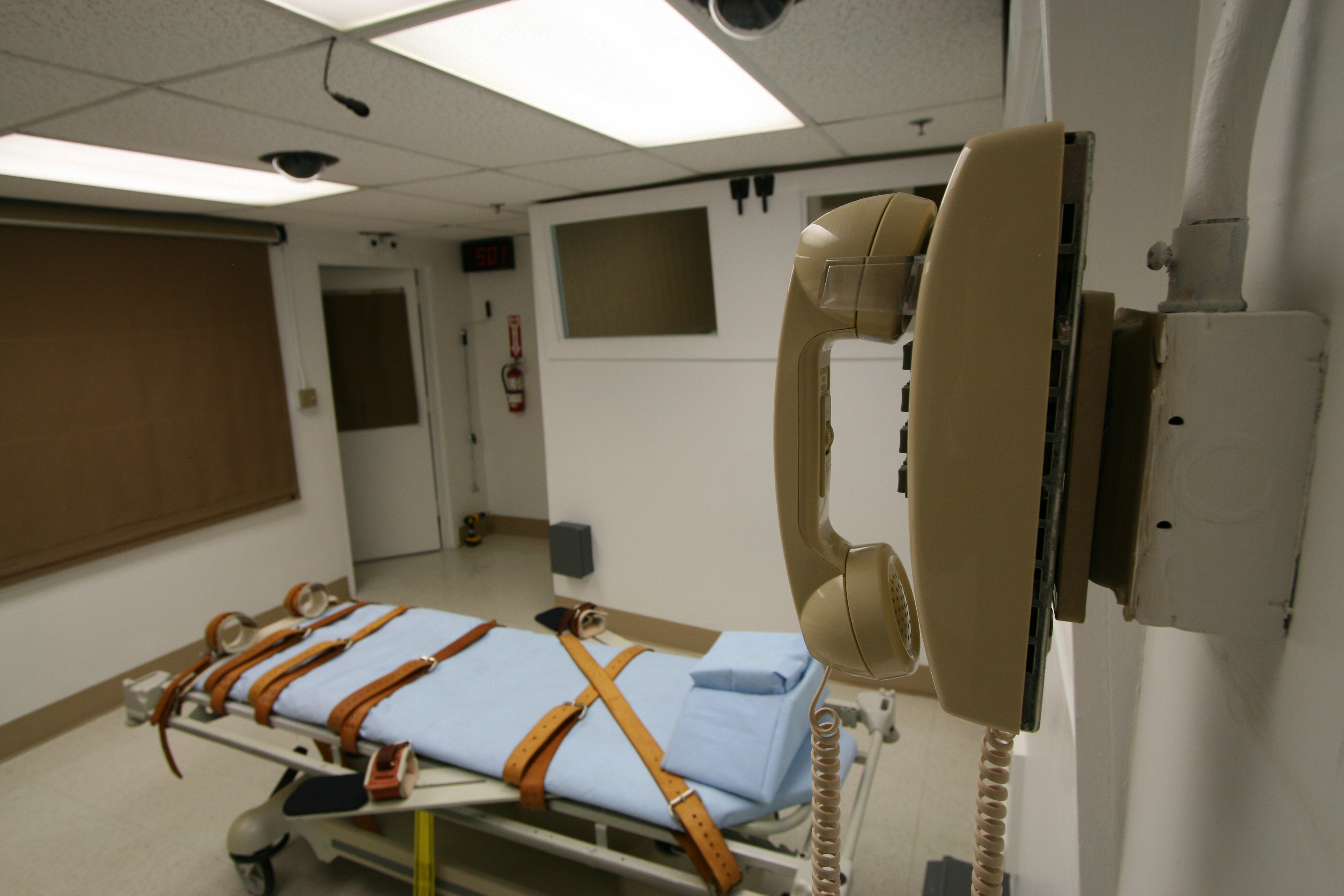
Cela śmierci w więzieniu w Raiford

Obrońcy Chandlera złożyli apelacje od wyroku, te jednak zostały dwukrotnie – w 1997 i 2003 – odrzucone przez Sąd Najwyższy stanu Floryda. 10 października 2011 gubernator Florydy Rick Scott podpisał wniosek o egzekucję Oby Chandlera. Termin wyznaczono na 15 listopada 2011; metodę zamieniono na zastrzyk trucizny. Choć Chandler drwił w więzieniu, że jego ostatnie słowa będą brzmieć: Pocałujcie mnie w moją różową dupę, złożył jedynie krótkie oświadczenie na piśmie: Zabijacie dziś niewinnego człowieka. Egzekucja w więzieniu stanowym w Rayford na Florydzie w obecności m.in. Hala Rogersa rozpoczęła się o 16:00; o 16:08 rozpoczęto podawanie pierwszego zastrzyku z pentobarbitalem; o 16:25 kardiomonitor zarejestrował całkowite zatrzymanie akcji serca i obecny lekarz stwierdził zgon skazańca.
Część dzieci Chandlera do dziś utrzymuje, że Oba był niewinny; jedna z jego córek twierdzi zaś, że był potworem, który dostał to na co zasłużył.
W lutym 2014 na podstawie badań DNA udowodniono, że Oba Chandler miał też inną ofiarę na koncie. 27 listopada 1990 zamordował w Coral Springs 20-letnią Ivelisse Berrios-Beguerisse. Śledczy z Florydy do dziś analizują niewyjaśnione zabójstwa kobiet, sprawdzając, czy za któreś mógł odpowiadać Chandler.
Wobec braku zeznań Chandlera do dziś nie jest do końca znany przebieg tragicznej nocy. Wiadomo, że Chandler najpierw związał ofiarom ręce, co czynił w pośpiechu, bardziej niedbale; gdy ofiary były już zakneblowane taśmą i miały związane ręce, wolniej, dokładnie skrępował im nogi. Śledczy doszli do wniosku, że śmierć ofiar nastąpiła najpóźniej około 3:00; kiedy Jo Rogers i jej córki znalazły się w wodzie, czy były wrzucone w tej samej chwili jedna po drugiej, czy w mniejszych lub większych odstępach czasowych i w jakiej kolejności – tego już nigdy nie uda się ustalić.
W roku 1997 reporter Thomas French opublikował cykl artykułów Angels & Demons, opisujący tak samą zbrodnię i śledztwo, jak i efekt, jaki wywarły one na pozostałych członków rodziny Rogersów oraz śledczych. W roku 1998 Angels & Demons wyróżniono Nagrodą Pulitzera. W roku 2007 Don Davis opublikował poświęconą zbrodni na rodzinie Rogersów książkę Death Cruise. Powstało też kilka programów telewizyjnych poświęconych tragedii (m.in. odcinki seriali Scene of the Crime i Forensic Files – w Polsce emitowany jako Akta zbrodni).